# Friedrich Mondel
Friedrich svobodný pán von Mondel (22. září 1821, Pichlarn, Štýrsko – 18. prosince 1886, Baden, Dolní Rakousy) byl rakousko-uherský generál. V rakouské armádě sloužil od roku 1835, vyznamenal se během prusko-rakouské války. V roce 1869 byl povýšen na barona a v armádě nakonec dosáhl hodnosti c.k. polního zbrojmistra. V letech 1874–1886 zastával funkci generálního pobočníka císaře Františka Josefa.

## Životopis
Narodil se na zámku Pichlarn ve Štýrsku, který byl krátce majetkem jeho otce c.k. hejtmana Josefa Mondela. Do rakouské armády vstoupil jako kadet v roce 1835, absolvoval vojenský výcvik ve Štýrském Hradci a v osmnácti letech byl již poručíkem. Byl vážně zraněn během tažení proti revoluci v Itálii (1848–1849). V hodnosti majora (1858) byl jmenován pobočníkem Františka Josefa během války se Sardinií (1859). V roce 1860 dosáhl hodnosti plukovníka, během prusko-rakouské války (1866) byl velitelem brigády, měl významný podíl na vítězné bitvě u Trutnova. Poté nadále postupoval v hodnostech, stal se c.k. generálmajorem (1867) a polním podmaršálem (1873). Závěr své kariéry strávil ve vlivné funkci císařského generálního pobočníka (1874–1886). V roce 1874 byl jmenován c.k. tajným radou a v armádě nakonec dosáhl hodnosti c.k. polního zbrojmistra (1881).
V roce 1869 byl povýšen do stavu svobodných pánů, za zásluhy byl nositelem velkokříže Leopoldova řádu (1880) a Řádu železné koruny I. třídy (1867). Během dlouholeté služby ve vysoké funkci v blízkosti císaře obdržel také řadu vyznamenání od zahraničních panovníků. Byl nositelem velkokříže pruského Řádu červené orlice, italského Řádu sv. Mořice a Lazara, belgického Leopoldova řádu, španělského Řádu Karla III., švédského Řádu meče, japonského Řádu vycházejícího slunce, dále byl rytířem ruských řádů Sv. Anny a Alexandra Něvského, několik dalších řádů získal v různých německých zemích.